# Takuji Miyoshi
Takuji Miyoshi (三好 拓児 Miyoshi Takuji?), född 20 augusti 1978 i Fukuoka prefektur, är en japansk före detta fotbollsspelare.
Miyoshi började sin karriär 1997 i Avispa Fukuoka. Efter Avispa Fukuoka spelade han för Sagan Tosu, ALO's Hokuriku, Valiente Toyama och FC Ryukyu. Han avslutade karriären 2008.